# Rosmonda
Rosmonda è una tragicommedia in cinque atti in versi endecasillabi di Carlo Goldoni  rappresentata per la prima volta dalla compagnia Imer nel gennaio del 1735 nel Teatro San Samuele di Venezia. L'opera non ottenne il successo della precedente tragicommedia Belisario, ma fu comunque replicata una decina di volte:
(Carlo Goldoni, Mémoires)
Ispirandosi a Rosimonda, romanzo secentesco del predicatore Giovanni Maria Muti, il commediografo veneziano compose questa tragedia per venire incontro alle richieste dell'attrice Andriana Bastona, che aveva impersonato perfettamente il personaggio di Teodora in Belisario.

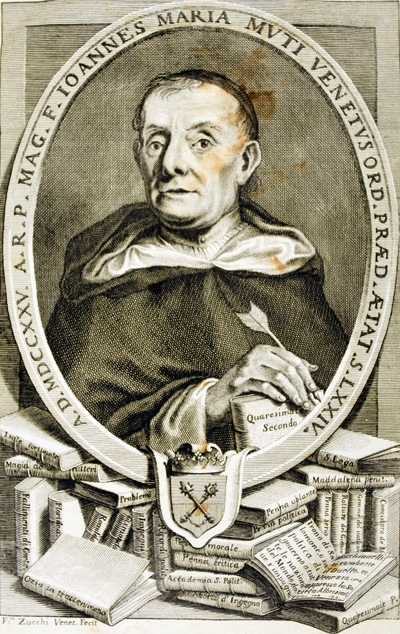
Ritratto di Giovanni Maria Muti

## Trama
Aranna, nell'immaginario regno di Gotia: la tragica vicenda di Rosmonda figlia del re Alerico che, innamorata di re Germondo nemico del padre, decide di avvelenarsi per non dispiacere al genitore.

## Poetica
Se per Giuseppe Ortolani, quest'opera può essere considerata un saggio malriuscito di teatro tragico goldoniano, per altri studiosi Rosmonda è la testimonianza non solo di un precoce esempio della riforma goldoniana che doveva ancora prendere avvio, ma anche di una cosciente partecipazione dell'autore veneziano al complesso dibattito sul tragico di inizio Settecento e può essere interessante per l'evidente ricerca di forme di teatro più regolari e razionali (ricerca del verosimile, del decoroso, dell'unità di luogo e di tempo), adatte ad un vasto e vario pubblico.